# Ecuación diferencial lineal
En matemáticas, se dice que una ecuación diferencial es lineal si lo es respecto a la función incógnita y sus derivadas. Puede ser lineal tanto una ecuación diferencial ordinaria (una sola variable independiente), como una ecuación en derivadas parciales (dos o más variables independientes). Se caracterizan por tener soluciones que se pueden obtener mediante combinaciones lineales de otras soluciones, formando así un espacio vectorial (en el caso homogéneo) o afín (no homogéneo), propiedad que no cumplen las ecuaciones diferenciales no lineales.

## Definición
Una ecuación diferencial lineal tiene forma de:

{\displaystyle F(x,y,y',...,y^{(n)})=0,}

con {\displaystyle F} lineal respecto a la función incógnita {\displaystyle y} y sus derivadas {\displaystyle y',...,y^{(n)}}. Escrito de otra forma, se puede expresar como:

{\displaystyle a_{0}(x)y+a_{1}(x)y'+...+a_{n}(x)y^{(n)}=b(x),}

donde los coeficientes {\displaystyle a_{0}(x),...,a_{n}(x)} y {\displaystyle b(x)} son funciones diferenciales arbitrarias no necesariamente lineales, y {\displaystyle y',...,y^{(n)}} son las derivadas de la función incógnita {\displaystyle y} en la variable {\displaystyle x}. El orden de la ecuación diferencial viene dado por el mayor entero no negativo {\displaystyle k\leq n} tal que la función {\displaystyle a_{k}(x)} no sea idénticamente nula. Si {\displaystyle b(x)\equiv 0}, entonces la ecuación diferencial lineal se llama homogénea y en caso contrario no homogénea.

## Introducción
Un operador lineal diferencial L se define como una aplicación que actúa sobre funciones diferenciables tal que {\displaystyle L:C^{n}([a,b])\longrightarrow C([a,b])}, con {\displaystyle [a,b]\subset \mathbb {R} }, siendo

{\displaystyle L[y]=a_{0}y+a_{1}y'+...+a_{n}y^{(n)},}

o bien 

{\displaystyle L[y]=\sum _{k=0}^{n}a_{k}y^{(k)},}

donde {\displaystyle a_{0},...,a_{n}\in {C([a,b])}} y {\displaystyle y',...,y^{(n)}} son las derivadas sucesivas de {\displaystyle y}. 
Se llama lineal debido a que verifica que, para todo {\displaystyle \lambda _{1},...,\lambda _{n}\in \mathbb {R} }
{\displaystyle {\begin{aligned}L[\lambda _{1}y_{1}+...+\lambda _{n}y_{n}]&=a_{n}(\lambda _{1}y_{1}+...+\lambda _{n}y_{n})^{(n)}+...+a_{1}(\lambda _{1}y_{1}+...+\lambda _{n}y_{n})'+a_{0}(\lambda _{1}y_{1}+...+\lambda _{n}y_{n})\\&=(a_{n}\lambda _{1}y_{1}^{(n)}+...+a_{n}\lambda _{n}y_{n}^{(n)})+...+(a_{1}\lambda _{1}y_{1}'+...+a_{1}\lambda _{n}y_{n}')+(a_{0}\lambda _{1}y_{1}+...+a_{0}\lambda _{n}y_{n})\\&=\lambda _{1}(a_{0}y_{1}+a_{1}y_{1}'+...+a_{n}y_{1}^{(n)})+...+\lambda _{n}(a_{0}y_{n}+a_{1}y_{n}'...+a_{n}y_{n}^{(n)})\\&=\lambda _{1}L[y_{1}]+...+\lambda _{n}L[y_{n}].\end{aligned}}}

### Estructura del espacio de soluciones
Si {\displaystyle f(t)} es idénticamente nula la ecuación se denomina homogénea. La solución general de la ecuación homogénea viene dada por todas las combinaciones lineales de tantas soluciones linealmente independientes como el orden de dicha ecuación; es decir, que sus soluciones forman un espacio vectorial de dimensión {\displaystyle n}. Para comprobar la independencia lineal de un conjunto de {\displaystyle n} soluciones podemos calcular su wronskiano. Si el wronskiano no se anula en el intervalo de definición de las soluciones, estas son linealmente independientes.
Si {\displaystyle f(t)\neq 0}  la ecuación se denomina no homogénea. La solución general de la ecuación no homogénea viene dada por

{\displaystyle \,x_{g}(t)=x_{p}(t)+x_{gh}(t)},

donde {\displaystyle x_{gh}(t)} es la solución general de la ecuación homogénea asociada e {\displaystyle x_{p}(t)} es una solución particular a la ecuación no homogénea. Es decir, que sus soluciones forman un espacio afín de dimensión {\displaystyle n}. 
En el caso de la solución particular, existen varios métodos para encontrarla, entre ellos, el método de variación de los parámetros.
Si fijamos ciertas condiciones iniciales, tenemos garantizada la existencia y unicidad de solución local por el Teorema de Picard-Lindelöf siempre que las funciones {\displaystyle a_{k}} y {\displaystyle f(t)} sean continuas y acotadas en un entorno de los valores iniciales. Si, además, tenemos que {\displaystyle a_{k}} y {\displaystyle f} son continuas y acotadas en todo el espacio, tendriamos garantizada la existencia y unicidad global de las soluciones en todo el espacio.

## Ecuación lineal de primer orden
Las Ecuaciones diferenciales de primer orden se caracterizan por ser de la forma:

{\displaystyle y'(x)+f(x)y(x)=g(x),}

donde {\displaystyle g} y {\displaystyle f} son funciones continuas en un intervalo cerrado  {\displaystyle [a,b]\subseteq \mathbb {R} }.   
La solución de esta ecuación con dato inicial {\displaystyle y(x_{0})=y_{0}} viene dada por:

{\displaystyle y(x)=e^{-\int _{x_{0}}^{x}f(t)dt}\left[y(x_{0})+\int _{x_{0}}^{x}g(s)e^{\int _{x_{0}}^{s}f(t)dt}ds\right].}

## Existencia y unicidad de soluciones de PVI lineales de orden n
Podemos escribir toda ecuación diferencial de orden {\displaystyle n} como un sistema de orden {\displaystyle 1} y dimensión {\displaystyle n}. Definimos {\displaystyle x_{i}=x^{(i-1)}} para  {\displaystyle i=1,\dots ,n} de tal manera que queda la relación {\displaystyle x_{i}=x'_{i-1}}. 

Soluciones de la EDO x'-x+t=0

Además, {\displaystyle x_{n}=x^{(n-1)}\Longrightarrow x'_{n}=x^{(n)}=r(t)-\sum _{i=1}^{n}a_{i-1}(t)x_{i}(t).}
Escrito en forma matricial:
{\displaystyle {\begin{pmatrix}x'_{1}\\x'_{2}\\\vdots \\x'_{n-1}\\x'_{n}\\\end{pmatrix}}=A(t){\begin{pmatrix}x_{1}\\x_{2}\\\vdots \\x_{n-1}\\x_{n}\\\end{pmatrix}}+b} ,

donde {\displaystyle A(t)={\begin{pmatrix}0&1&0&0&\dots &0\\0&0&1&0&\dots &0\\\vdots &\vdots &\vdots &\vdots &\ddots &\vdots \\0&0&0&\dots &0&1\\-a_{0}(t)&-a_{1}(t)&-a_{2}(t)&\dots &-a_{n-2}(t)&-a_{n-1}(t)\\\end{pmatrix}}} es una matriz de dimensiones {\displaystyle n\times n}, y
{\displaystyle b={\begin{pmatrix}0\\\vdots \\0\\r(t)\\\end{pmatrix}}} es el vector columna cuyo única componente no nula es {\displaystyle r(t)}.
Si expresamos {\displaystyle f(t,{\textbf {x}})=A(t){\textbf {x}}+b} con {\displaystyle {\textbf {x}}={\begin{pmatrix}x_{1}\\\vdots \\x_{n}\\\end{pmatrix}}}, el sistema se puede escribir como {\displaystyle x'=f(t,{\textbf {x}})}. La función {\displaystyle f} es continua respecto a las dos variables.
Puesto que {\displaystyle f} es una función continua en sus dos variables, para poder llegar a aplicar el Teorema de Picard-Lindelöf, faltaría comprobar que es Lipschitz respecto a {\displaystyle x} (uniformemente en {\displaystyle t}). En lo que sigue, usaremos la norma euclídea de un vector, denotada como {\displaystyle \|{\textbf {v}}\|={\sqrt {\sum _{j=1}^{n}v_{j}^{2}}}}, donde {\displaystyle v_{j}}, para {\displaystyle j=1,...,n},  son las componentes del vector {\displaystyle {\textbf {v}}}. Sean {\displaystyle {\textbf {x}},{\hat {\textbf {x}}}\in \mathbb {R} ^{n}}, 
{\displaystyle \|f(t,{\hat {\textbf {x}}})-f(t,{\textbf {x}})\|=\|A(t){\hat {\textbf {x}}}-A(t){\textbf {x}}\|={\begin{Vmatrix}{\begin{pmatrix}{\hat {x}}_{2}\\\vdots \\{\hat {x}}_{n}\\\sum _{j=1}^{n}-a_{j-1}{\hat {x}}_{j}\\\end{pmatrix}}-{\begin{pmatrix}x_{2}\\\vdots \\x_{n}\\\sum _{j=1}^{n}-a_{j-1}x_{j}\\\end{pmatrix}}\end{Vmatrix}}={\begin{Vmatrix}{\begin{pmatrix}{\hat {x}}_{2}-x_{2}\\\vdots \\{\hat {x}}_{n}-x_{n}\\\sum _{j=1}^{n}-a_{j-1}({\hat {x}}_{j}-x_{j})\\\end{pmatrix}}\end{Vmatrix}}}.
Sea {\displaystyle M=\max _{i\in [0,{n-1}],t\in [a,b]}\left\vert a_{i}(t)\right\vert },
{\displaystyle {\begin{aligned}{\begin{Vmatrix}{\begin{pmatrix}{\hat {x}}_{2}-x_{2}\\\vdots \\{\hat {x}}_{n}-x_{n}\\\sum _{j=1}^{n}-a_{j-1}({\hat {x}}_{j}-x_{j})\\\end{pmatrix}}\end{Vmatrix}}&\leq {\begin{Vmatrix}{\begin{pmatrix}{\hat {x}}_{2}-x_{2}\\\vdots \\{\hat {x}}_{n}-x_{n}\\0\\\end{pmatrix}}\end{Vmatrix}}+{\begin{Vmatrix}{\begin{pmatrix}0\\\vdots \\0\\\sum _{j=1}^{n}-a_{j-1}({\hat {x}}_{j}-x_{j})\\\end{pmatrix}}\end{Vmatrix}}\leq {\begin{Vmatrix}{\begin{pmatrix}{\hat {x}}_{2}-x_{2}\\\vdots \\{\hat {x}}_{n}-x_{n}\\0\\\end{pmatrix}}\end{Vmatrix}}+\sum _{j=1}^{n}{\begin{Vmatrix}{\begin{pmatrix}0\\\vdots \\0\\-a_{j-1}({\hat {x}}_{j}-x_{j})\\\end{pmatrix}}\end{Vmatrix}}\\&\leq \|{\hat {\textbf {x}}}-{\textbf {x}}\|+\sum _{j=1}^{n}|a_{j-1}||{\hat {x}}_{j}-x_{j}|\leq \|{\hat {\textbf {x}}}-{\textbf {x}}\|+\sum _{j=1}^{n}M|{\hat {x}}_{j}-x_{j}|\leq (1+nM)\|{\hat {\textbf {x}}}-{\textbf {x}}\|.\end{aligned}}}
Obtenemos {\displaystyle \|f(t,{\hat {\textbf {x}}})-f(t,{\textbf {x}})\|\leq (1+nM)\|{\hat {\textbf {x}}}-{\textbf {x}}\|},
por lo que {\displaystyle f} tiene constante de Lipschitz {\displaystyle K=(1+nM)} {\displaystyle \forall t\in [a,b]\subset \mathbb {R} }.
Puesto que se cumplen las hipótesis del Teorema de Picard-Lindelöf, queda demostrado que hay una única solución {\displaystyle {\textbf {x}}} del sistema con datos iniciales {\displaystyle x_{i}(t_{0})=\xi _{i}}, {\displaystyle i=1,\dots ,n}, dados en un punto {\displaystyle t_{0}\in [a,b]}.
Si {\displaystyle {\textbf {x}}\in C^{1}([a,b];\mathbb {R} ^{n})}, entonces:
{\displaystyle {\begin{aligned}x_{n-1}'&=x_{n}\in C^{1}([a,b];\mathbb {R} ),&&{\text{ y por tanto }}x_{n-1}\in C^{2}([a,b];\mathbb {R} ),\\x_{n-2}'&=x_{n-1}\in C^{2}([a,b];\mathbb {R} ),&&{\text{ y por tanto }}x_{n-2}\in C^{2}([a,b];\mathbb {R} ),\\&\;\;\vdots &&\\x_{1}'&=x_{2}\in C^{n-1}([a,b];\mathbb {R} ),&&{\text{ y por tanto }}x_{1}\in C^{n}([a,b];\mathbb {R} ).\end{aligned}}}
Por otra parte, 
{\displaystyle x_{1}^{(n)}(t)=x_{2}^{(n-1)}(t)=\cdots =x_{n}'(t)=r(t)-\sum _{i=1}^{n}a_{i-1}(t)x_{i}(t)=r(t)-\sum _{i=1}^{n}a_{i-1}(t)x_{1}^{(i-1)}(t);}
es decir
{\displaystyle x_{1}^{(n)}(t)+\sum _{i=1}^{n}a_{i-1}(t)x_{1}^{(i-1)}(t)=r(t),}
luego {\displaystyle x_{1}} es solución de la ecuación. Además, {\displaystyle x_{1}^{i}(t_{0})=\xi _{i+1}}, {\displaystyle i=0,\dots ,n-1}, y por tanto {\displaystyle x_{1}} es la solución (única) del  problema de valor inicial con datos
{\displaystyle x^{i}(t_{0})=\xi _{i+1}}, {\displaystyle i=0,\dots ,n-1}  para la ecuación diferencial lineal.

### Ejemplo
Sea el problema de valores iniciales:
{\displaystyle {\begin{cases}x^{(4)}+3x''-\sin(t)x'+8x=t^{2},\\x(0)=0,x'(0)=2,x''(0)=3,x'''(0)=4.\end{cases}}}
Vamos a transformarlo en un sistema de ecuaciones:
{\displaystyle {\begin{cases}x_{1}=x\,\Longrightarrow \ x'_{1}=x'=x_{2},\\x_{2}=x'\Longrightarrow x'_{2}=x''=x_{3},\\x_{3}=x''\Longrightarrow x'_{3}=x'''=x_{4},\\x_{4}=x'''\Longrightarrow x'_{4}=x^{(4)}=-8x+\sin(t)x'-3x''+t^{2}=-8x_{1}+\sin(t)x_{2}-3x_{3}+t^{2},\end{cases}}}
con condiciones iniciales: {\displaystyle x_{1}(0)=1,\ x_{2}(0)=2,\ x_{3}(0)=3\,x_{4}(0)=4.}
Sea {\displaystyle {\textbf {x}}={\begin{pmatrix}x_{1}\\x_{2}\\x_{3}\\x_{4}\end{pmatrix}},} podemos escribir el sistema como:
{\displaystyle {\textbf {x}}'=A{\textbf {x}}+b} , donde A es la matriz {\displaystyle A={\begin{pmatrix}0&1&0&0\\0&0&1&0\\0&0&0&1\\-8&\sin(t)&-3&0\end{pmatrix}}}, b es el vector vector  {\displaystyle b={\begin{pmatrix}0\\0\\0\\t^{2}\end{pmatrix}}} y las condiciones iniciales son {\displaystyle {\textbf {x}}(0)={\begin{pmatrix}1\\2\\3\\4\end{pmatrix}}}.
Ahora, aplicando el método anteriormente descrito:
Sea {\displaystyle M=\max _{i\in [0,{n-1}]t\in [a,b]}\left\vert a_{i}(t)\right\vert =8}.
En este caso:
{\displaystyle \|f(t,{\hat {\textbf {x}}})-f(t,{\textbf {x}})\|=\|A(t){\hat {\textbf {x}}}-A(t){\textbf {x}}\|\;\leq 33\|{\hat {\textbf {x}}}-{\textbf {x}}\|} por lo que hay unicidad y existencia de soluciones para dicho PVI.

## Ecuaciones con coeficientes constantes
La resolución de ecuaciones y sistemas de ecuaciones diferenciales se simplifica mucho si las ecuaciones son de coeficientes constantes. 
En el caso de una ecuación de primer orden la búsqueda de un factor integrante nos lleva en la mayoría de los casos a una ecuación en derivadas parciales. 
Si la ecuación es de orden superior, a no ser que sea una ecuación de Euler o similar, tendremos que proponer una solución que no viene dada, en general, por funciones elementales. En estos casos los métodos preferidos (sin contar el cálculo numérico) son los que emplean series de potencias o series de Fourier. 
En el caso de los sistemas, si la matriz del sistema es de coeficientes constantes podemos resolver el sistema usando el método de los valores propios ya que en ese caso la matriz resultante de la reducción de la ecuación a un sistema de primer orden es constante. Otro método consiste en calcular la exponencial de la matriz del sistema.
Para calcular la solución de una ecuación diferencial primero resolvemos el problema homogéneo y después el no homogéneo ya sea mediante el método de variación de las constantes o el método de los coeficientes indeterminados.

### Resolución mediante exponenciales
Una ecuación lineal homogénea con coeficientes constantes es de la forma:

{\displaystyle x^{(n)}(t)+a_{n-1}x^{(n-1)}(t)+\dots +a_{0}x(t)=0}

Como la ecuación solo depende constantes y de ella misma es intuitivo pensar que una buena solución sería de la forma exponencial con un parámetro, es decir proponemos que la solución sea de la forma {\displaystyle x(t)=e^{\lambda t}}.
Derivando y sustituyendo en la ecuación general llegamos a {\displaystyle \lambda ^{n}e^{\lambda t}+a_{n-1}\lambda ^{n-1}e^{\lambda t}++a_{0}\ e^{\lambda t}=0}, que sacando factor común resulta {\displaystyle (\lambda ^{n}+a_{n-1}\lambda ^{n-1}+\dots +a_{0})e^{\lambda t}=0}.
Por las propiedades de la exponencial lo anterior se anula si y solo el polinomio anterior se anula.
Luego para cada valor de {\displaystyle \lambda } tendremos información para crear una solución asociada a dicho valor.
Dependiendo de la naturaleza de {\displaystyle \lambda } y su multiplicidad distinguimos los siguientes casos:
Raíz real única: En este caso la solución para un valor {\displaystyle \lambda } concreto viene dada directamente por {\displaystyle x_{\lambda }(t)=e^{\lambda t}}.
Raíz real de multiplicidad {\displaystyle j}: En este caso no podemos expresar la solución como antes, ya que si lo hacemos tendríamos información redundante.
En este caso las soluciones para un valor de {\displaystyle \lambda } se construyen multiplicando la función exponencial por {\displaystyle t} como sigue: {\displaystyle x_{\lambda ,1}(t)=e^{\lambda t},\ x_{\lambda ,2}(t)=te^{\lambda t},\ \dots \ ,\ x_{\lambda ,j}(t)=t^{j-1}e^{\lambda t}}
La solución es la combinación lineal de las anteriores: {\displaystyle x_{\lambda }(t)=\sum _{i=1}^{j}{\tilde {c}}_{i}x_{\lambda ,i}(t)}
Raíces complejas: Hay que tener en cuenta que siempre vienen en parejas de números conjugados.
En este caso usamos distinguimos la parte real y la imaginaria de la raíz y posteriormente usamos la fórmula de Euler y añadiendo constantes.
{\displaystyle x_{\lambda }(t)=e^{\lambda t}=e^{[Re(\lambda )+iIm(\lambda )]t}=e^{Re(\lambda )t}e^{iIm(\lambda )t}=e^{Re(\lambda )t}\ [c_{1}\cos(Im(\lambda ))+c_{2}i\operatorname {sen}(Im(\lambda ))]}
Raíces complejas con multiplicidad: Se trata de manera similar al caso real con multiplicidad.
La solución homogénea vendrá dada por una combinación lineal de las soluciones desarrolladas anteriormente. Es decir, {\displaystyle x(t)=\sum _{i=1}c_{i}x_{\lambda _{i}}(t)}

### Resolución mediante paso al sistema equivalente
Una ecuación diferencial lineal de orden {\displaystyle n} puede resolverse convirtiéndola en un sistema de {\displaystyle n} ecuaciones diferenciales de primer orden. Para hacer esto se definen las {\displaystyle n} funciones incógnita auxiliares dadas por:
{\displaystyle x_{k}^{*}(t):=x^{(k)}(t)\ {\text{con}}\ 0\leq k\leq n-1}. Puesto que {\displaystyle {x_{k}^{*}}'=x_{k+1}^{*}\ {\text{con}}\ 0\leq k\leq n-2}, si tenemos en cuenta que {\displaystyle {x_{n-1}^{*}}'(t)=x^{(n)}(t)}, entonces podemos reescribir la ecuación como {\displaystyle {x_{n-1}^{*}}'(t):=-a_{n-1}(t)x_{n-1}^{*}(t)-\dots -a_{0}(t)x_{0}^{*}(t)+f(t).}El sistema de ecuaciones diferenciales puede escribirse en forma matricial como:
{\displaystyle {\begin{bmatrix}{x_{0}^{*}}'(t)\\{x_{1}^{*}}'(t)\\\dots \\{x_{n-1}^{*}}'(t)\end{bmatrix}}={\begin{bmatrix}0&1&0&\dots &0\\0&0&1&\dots &0\\\dots &&&\dots \\-a_{0}(t)&-a_{1}(t)&-a_{2}(t)&\dots &-a_{n-1}(t)\end{bmatrix}}{\begin{bmatrix}{x_{0}^{*}}(t)\\{x_{1}^{*}}(t)\\\dots \\{x_{n-1}^{*}}(t)\end{bmatrix}}+{\begin{bmatrix}{0}\\{0}\\\dots \\{f(t)}\end{bmatrix}}}.
De nuevo, debemos resolver primero el sistema homogéneo y después el no homogéneo. Véase como se resuelven en la página de sistemas de ecuaciones diferenciales.
En el caso de que la ecuación sea de coeficientes constantes el sistema tendrá la forma:
{\displaystyle {\begin{bmatrix}{x_{0}^{*}}'(t)\\{x_{1}^{*}}'(t)\\\dots \\{x_{n-1}^{*}}'(t)\end{bmatrix}}={\begin{bmatrix}0&1&0&\dots &0\\0&0&1&\dots &0\\\dots &&&\dots \\-a_{0}&-a_{1}&-a_{2}&\dots &-a_{n-1}\end{bmatrix}}{\begin{bmatrix}{x_{0}^{*}}(t)\\{x_{1}^{*}}(t)\\\dots \\{x_{n-1}^{*}}(t)\end{bmatrix}}}, 
que escribimos como {\displaystyle X^{'}(t)=AX(t)}. La utilidad de este método consiste en que la primera coordenada del vector solución será la solución de la ecuación.

### Relación entre ambos métodos de resolución y observaciones
Dada la ecuación lineal de orden {\displaystyle n} homogénea de coeficientes constantes: {\displaystyle x^{(n)}(t)+a_{n-1}x^{(n-1)}(t)+\dots +a_{0}x(t)=0} es fácil ver que su sistema equivalente tiene como polinomio característico asociado {\displaystyle (\lambda ^{n}+a_{n-1}\lambda ^{n-1}+\cdots +a_{0})=0}. Usando el método de los autovalores y autovectores para resolver sistemas de ecuaciones con coeficientes constantes, obtenemos que la solución es de la forma: {\displaystyle \sum _{j=1}c_{j}x_{\lambda _{k}}(t){\overrightarrow {v_{k}}}}, donde {\displaystyle x_{\lambda _{k}}} es la solución generada a partir del autovalor {\displaystyle \lambda _{k}} de la manera antes explicada, y {\displaystyle {\overrightarrow {v_{k}}}} los autovectores asociados a los autovalores anteriores.
Por otro lado, volviendo a la ecuación lineal, si empleamos el método de proponer soluciones exponenciales, obtendremos {\displaystyle (\lambda ^{n}+a_{n-1}\lambda ^{n-1}+\cdots +a_{0})e^{\lambda t}=0}. Como {\displaystyle e^{\lambda t}} no se anula nunca, necesariamente {\displaystyle (\lambda ^{n}+a_{n-1}\lambda ^{n-1}+\cdots +a_{0})=0}. Observamos que nos queda la misma expresión que el polinomio característico asociado al sistema, luego los autovalores obtenidos anteriormente serán las soluciones de esta misma ecuación. Luego si tenemos una solución {\displaystyle X(t)=(x(t),x'(t),x''(t),...,x^{(n-1)}(t))} del sistema, entonces {\displaystyle x(t)}  es la misma solución esencialmente que la obtenida proponiendo como soluciones funciones exponenciales. 
Obsérvese que la solución al sistema matricial se obtiene como combinación lineal de soluciones:{\displaystyle X(t)=\sum _{k=1}c_{k}X_{k}}. 
Cada una de dichas soluciones {\displaystyle X_{k}} es un vector que se construye como el producto de cierta función {\displaystyle f_{k}} (asociada a cierto autovalor {\displaystyle \lambda _{k}}) con el autovector asociado {\displaystyle {\overrightarrow {v_{k}}}}. Es decir, {\displaystyle X_{k}=f_{k}{\overrightarrow {v_{k}}}}. Si la primera coordenada de {\displaystyle {\overrightarrow {v_{k}}}} es nula también lo será la de {\displaystyle X_{k}}, pero recordemos que si la primera coordenada de {\displaystyle X_{k}} es nula, también lo serán las demás puesto que la coordenada {\displaystyle i}-ésima es la derivada de la coordenada anterior. Luego {\displaystyle X_{k}} será el vector nulo, y por tanto linealmente dependiente del resto de soluciones {\displaystyle X_{j}}. Si los autovectores son linealmente dependientes las funciones asociadas también lo serán. Luego es importante que los autovectores formen una base.

### Ejemplos

#### Ejemplo de resolución mediante exponenciales
Para este ejemplo usaremos el oscilador armónico sin entrar en la interpretación física.
Nuestra primera ecuación será: {\displaystyle x''+{\frac {k}{m}}x=0;\quad w^{2}={\frac {k}{m}}}.
Con {\displaystyle k,m,w} constantes. Intentaremos soluciones de la forma {\displaystyle x(t)=e^{\alpha t}} que al introducirlo en la EDO nos queda {\displaystyle \alpha ^{2}+w^{2}=0\Rightarrow \alpha =\pm iw}. La solución queda de la forma {\displaystyle x(t)=c_{1}e^{\pm iw}} que escribiéndolo en su desarrollo en senos y cosenos y ajustando las constantes obtenemos:{\displaystyle x(t)=c_{1}cos(wt)+c_{2}sen(wt)}.
Nuestra siguiente ecuación en este ejemplo es:

{\displaystyle x''+{\frac {v}{m}}x+{\frac {k}{m}}x=0;\quad v=cte>0;\quad 2p={\frac {v}{m}}}

La solución será de la forma {\displaystyle x(t)=e^{\lambda t}} que al sustituirla en la EDO nos da la ecuación de segundo grado {\displaystyle \lambda ^{2}+2p\lambda +w^{2}}. El resultado de la ecuación dependerá de {\displaystyle \lambda _{\pm }=-p\pm {\sqrt {p^{2}-w^{2}}}} permitiéndonos separar en distintos casos:
- Dos raíces reales: {\displaystyle (p^{2}>w^{2})}

La solución será de la forma: {\displaystyle x(t)=c_{1}e^{(-p+{\sqrt {p^{2}-w^{2}}})t}+c_{2}e^{(-p-{\sqrt {p^{2}-w^{2}}})t}}
- Una raíz real doble: {\displaystyle (p^{2}=w^{2})}

La solución será de la forma: {\displaystyle x(t)=c_{1}e^{-pt}+c_{2}te^{-pt}}
- Dos raíces complejas: {\displaystyle (p^{2}<w^{2})}

La solución será de la forma: {\displaystyle x(t)=c_{1}e^{(-p\pm i{\sqrt {w^{2}-p^{2}}})t}} que haciendo el mismo desarrollo en senos y cosenos de antes os queda {\displaystyle x(t)=e^{-pt}(c_{1}cos(({\sqrt {w^{2}-p^{2}}})t)+c_{2}sen(({\sqrt {w^{2}-p^{2}}})t))}
Finalmente atenderemos a la ecuación no homogénea con unos términos concretos, los trigonométricos:

{\displaystyle x''+{\frac {v}{m}}x+{\frac {k}{m}}x=F_{0}cos(\beta t)}

Dividiremos esta resolución en distintos apartados según el valor que le demos a las constantes:
- {\displaystyle v=0,\beta \neq w}: Como solución al  problema homogéneo tendremos {\displaystyle x_{h}(t)=c_{1}cos(wt)+c_{2}sen(wt)} obtenida anteriormente. hora debemos encontrar una particular empleando el método de variación de parámetros haciendo que {\displaystyle x_{p}(t)=Acos(\beta t)+Bsen(\beta t)} y que cumpla la ecuación {\displaystyle F_{0}cos(\beta t)=x_{p}''+w^{2}x_{p}}. Obtenemos los parámetros {\displaystyle A={\frac {F_{0}}{w^{2}-\beta ^{2}}};\quad B=0} que nos darán como solución al problema completo (el no homogéneo) {\displaystyle x_{g}(t)=x_{h}(t)+x_{p}(t)=c_{1}cos(wt)+c_{2}sen(wt)+{\frac {F_{0}}{w^{2}-\beta ^{2}}}cos(\beta t)}.
- {\displaystyle v=0,\beta =w}: La resolución es de forma muy similar a la anterior, tendremos la misma solución al problema no homogéneo y usaremos el método de los parámetros para hallar la solución particular. Así obtendremos {\displaystyle A=0;\quad B={\frac {F_{0}}{2w}}} y la solución general por tanto: {\displaystyle x_{g}(t)=c_{1}cos(wt)+c_{2}sen(wt)+{\frac {F_{0}}{2w}}tsen(wt)}.

- {\displaystyle v\neq 0}: Mismo procedimiento que en los casos anteriores. En esta ocasión los parámetros son más complicados: {\displaystyle A={\frac {F_{0}(w^{2}-\beta ^{2})}{\sqrt {(w^{2}-\beta ^{2})^{2}+4\beta ^{2}p^{2}}}};\quad B={\frac {2F_{0}\beta p}{(w^{2}-\beta ^{2})+4\beta p^{2}}}}. En este caso para la solución general deberemos tener en cuneta que tipo de solución tenemos al problema homogéneo. Pongamos que estamos en el caso de dos raíces reales dobles, entonces la solución general será: {\displaystyle x_{g}(t)=c_{1}e^{-pt}+c_{2}te^{-pt}+{\frac {F_{0}(w^{2}-\beta ^{2})}{\sqrt {(w^{2}-\beta ^{2})^{2}+4\beta ^{2}p^{2}}}}cos(\beta t)+{\frac {2F_{0}\beta p}{(w^{2}-\beta ^{2})+4\beta p^{2}}}sen(\beta t)}.

#### Ejemplo de resolución mediante paso al sistema equivalente
- Ejemplo donde el polinomio característico tiene dos raíces reales distintas

Dada la ecuación de segundo orden: {\displaystyle {\frac {d^{2}x}{dt^{2}}}+{\frac {dx}{dt}}-2x=0}, tenemos que la matriz asociada es {\displaystyle A={\begin{bmatrix}0&1\\2&-1\\\end{bmatrix}}}. El polinomio característico es {\displaystyle |A-\lambda I|=\lambda ^{2}+\lambda -2}. Las raíces de este polinomio son  {\displaystyle \lambda _{1}=-2,\ \lambda _{2}=1} y sus autovectores son, respectivamente, {\displaystyle {\overrightarrow {v_{1}}}={\begin{bmatrix}1/2\\-1\end{bmatrix}},\ {\overrightarrow {v_{2}}}={\begin{bmatrix}1\\1\end{bmatrix}}.} Por tanto la solución del sistema será {\displaystyle {\begin{bmatrix}x(t)\\x'(t)\end{bmatrix}}=c_{1}\ e^{-2t}{\begin{bmatrix}1/2\\-1\end{bmatrix}}+c_{2}\ e^{t}{\begin{bmatrix}1\\1\end{bmatrix}}}, y la solución buscada sería {\displaystyle x(t)={\frac {1}{2}}c_{1}e^{-2t}+c_{2}e^{t}}. Además, {\displaystyle x'(t)=-c_{1}e^{-2t}+c_{2}e^{t}}. 
- Ejemplo donde el polinomio característico tiene una raíz real doble

Dada la ecuación de segundo orden: {\displaystyle {\frac {d^{2}x}{dt^{2}}}+-2{\frac {dx}{dt}}+x=0}, tenemos que la matriz asociada es {\displaystyle A={\begin{bmatrix}0&1\\-1&2\\\end{bmatrix}}}. El polinomio característico es {\displaystyle |A-\lambda I|=\lambda ^{2}-2\lambda +1}. La raíz de este polinomio es una raíz real doble {\displaystyle \lambda =1}. El autovector asociado es {\displaystyle {\overrightarrow {v}}={\begin{bmatrix}1\\1\end{bmatrix}}}. La solución del sistema será {\displaystyle {\begin{bmatrix}x(t)\\x'(t)\end{bmatrix}}=c_{1}\ e^{t}{\begin{bmatrix}1\\1\end{bmatrix}}+c_{2}(\ te^{t}{\begin{bmatrix}1\\1\end{bmatrix}}+\ e^{t}{\begin{bmatrix}-1\\0\end{bmatrix}})}, y la solución buscada sería {\displaystyle x(t)=c_{1}e^{t}+c_{2}(te^{t}-e^{t})}.  
- Ejemplo donde el polinomio característico tiene dos raíces complejas conjugadas

Dada la ecuación de segundo orden: {\displaystyle {\frac {d^{2}x}{dt^{2}}}+x=0}, tenemos que la matriz asociada es {\displaystyle A={\begin{bmatrix}0&1\\-1&0\\\end{bmatrix}}}.  El  polinomio característico es {\displaystyle |A-\lambda I|=\lambda ^{2}+1}. Las raíces de este polinomio son dos raíces complejas conjugadas {\displaystyle \lambda _{\pm }=\pm i}. Los autovectores asociados son {\displaystyle {\overrightarrow {v_{+}}}={\begin{bmatrix}i\\-1\end{bmatrix}},\ {\overrightarrow {v_{-}}}={\begin{bmatrix}i\\1\end{bmatrix}}}. Por lo que la solución del sistema sería {\displaystyle {\begin{bmatrix}x(t)\\x'(t)\end{bmatrix}}=c_{1}\ e^{it}{\begin{bmatrix}i\\-1\end{bmatrix}}+c_{2}\ e^{-it}{\begin{bmatrix}i\\1\end{bmatrix}}}. La solución buscada sería {\displaystyle x(t)=ic_{1}e^{it}+ic_{2}e^{-it}=i(c_{1}e^{it}+c_{2}e^{-it})=i[(c_{1}+c_{2})\cos(t)+(c_{1}-c_{2})\operatorname {sen}(t)]}.
Tomando {\displaystyle c_{1}=c_{2}={\frac {-i}{2}}} se obtiene la solución {\displaystyle x_{1}(t)=\cos(t)}, y tomando {\displaystyle c_{1}=-c_{2}={\frac {-i}{2}}} la solución, linealmente independiente de la anterior, {\displaystyle x_{2}(t)=\operatorname {sen}(t)}. Cualquier combinación lineal de estas, {\displaystyle x(t)=k_{1}\operatorname {sen}(t)+k_{2}\cos(t),}será también solución. 